# Eiffel (programmeringssprog)
 For alternative betydninger, se Eiffel. (Se også artikler, som begynder med Eiffel)
Eiffel er et objektorienteret programmeringssprog, der er udviklet i Frankrig, med udgangspunkt i programmeringssproget Simula 67. Sproget lægger stor vægt på robusthed.
Syntaksen er keyword-orienteret, som i sprogene ALGOL og Pascal.
Programmet er statisk bundet og automatisk hukommelsesstyret, typisk implementeret ved spildopsamling (engelsk garbage collection).
Udviklingen af sproget begyndte i 1985, men trods gode erfaringer fra programmører som anvender Eiffel har programmet aldrig vundet accept i bredere kredse , som andre objekt orienterede programmer.
Grunden til manglende interesse for programmet er genstand for hyppige diskussioner i Eiffel-brugergrupper.
| Programmering | Spire Denne artikel om datalogi eller et datalogi-relateret emne er en spire som bør udbygges. Du er velkommen til at hjælpe Wikipedia ved at udvide den. |